# یواس‌اس وای‌پی-۲۷۹
یواس‌اس وای‌پی-۲۷۹ (به انگلیسی: USS YP-279) یک کشتی بود که طول آن ۱۲۵ فوت (۳۸ متر) بود. این کشتی در سال ۱۹۲۹ ساخته شد.